# Josef Hnaníček
Josef Hnaníček (Zlín, 28 dicembre 1986) è un calciatore ceco, difensore del Laa/Thaya.